# Sochy sfing (Lysá nad Labem)
Sochy sfing jsou sochy v zámeckém parku v Lysé nad Labem. Tyto sochy nalezneme na západ od lvic u cesty vedoucí směrem k alegoriím měsíců. Dle Horyny se jedná o kvalitní plastiky z Platzerovské dílny z poslední čtvrtiny 18. století.Soubor soch je součástí památkově chráněného zámeckého areálu.